# 南區 (臺南市)
22°57′40″N 120°11′19″E / 22.9611651°N 120.1887336°E
南區位於中華民國臺南市西南端、市區南端，北以永華路、健康路等與中西區為界，西北和安平區相鄰運河，東邊與東區、仁德區接壤，南邊以二仁溪與高雄市湖內區及茄萣區為界，西方則為臺灣海峽。區內人口約12萬人，是臺南市人口第五大區。
南區昔為府城南郊，狹義上南區雖然原台南是一部份但並非昔日府城範圍，前身大致為日治時期南區、青濱區、真濱區所合併及爾後數次的調整區界而成，今範圍相當於日治後期的濱町南部、汐見町、青葉町、塩埕、桶盤淺、下鯤鯓、鞍子、灣裡等地；另1979年漁光里改隸安平區，1982年東區之大林地區改隸南區。當地住戶通常會以大成路及金華路作為兩個大範圍劃分，大成路以北金華路以東範圍，下林，水交社，大林，鹽埕等地區呈現人口稠密繁忙的都市樣貌，中華南路以南及明興路（台17甲線）以西（即喜樹灣裡）則呈現小鎮風光。臺南機場即位於此，境內著名景點有黃金海岸、竹溪寺、臺南市立體育場等。

## 人口
根據臺南市府南戶政事務所統計，2024年底南區戶數約4.9萬戶，人口約12萬人，區內人口最多與最少的里分別是開南里與喜南里，2024年底兩里人口分別為6,205人與1,236人。

## 政治

### 歷任首長
| 區長姓名 | 區長任期                      | 備註           |
| -------- | ----------------------------- | -------------- |
| 湯德章   | 1945年12月1日－1946年7月1日   | 實施地方自治前 |
| 林全義   | 1946年11月2日－1948年1月29日  |                |
| 葉各喜   | 1948年11月2日－1950年11月17日 |                |
| 葉旺丁   | 1950年11月17日－1960年9月21日 | 實施地方自治後 |
| 薛文鳳   | 1960年9月21日－1968年12月30日 |                |
| 周文雄   | 1968年12月30日－1987年7月7日  |                |
| 劉子堅   | 1987年7月7日－1988年10月5日   |                |
| 黃添水   | 1988年10月5日－1999年4月      |                |
| 林富山   | 1999年4月－2000年10月         |                |
| 蔡顏村   | 2000年10月－2003年1月13日     |                |
| 張秋菊   | 2003年1月13日－2004年9月30日  |                |
| 盧川進   | 2004年10月1日－2005年7月16日  |                |
| 林富山   | 2005年7月17日－2007年3月30日  |                |
| 劉啟崇   | 2007年3月30日－2014年12月25日 |                |
| 張惠雯   | 2014年12月25日－2016年3月2日  |                |
| 朱棟     | 2016年3月2日－2019年4月15日   |                |
| 蔡秀琴   | 2019年4月15日－2020年9月21日  |                |
| 蕭琇華   | 2020年9月21日－現任           |                |

### 區政組織

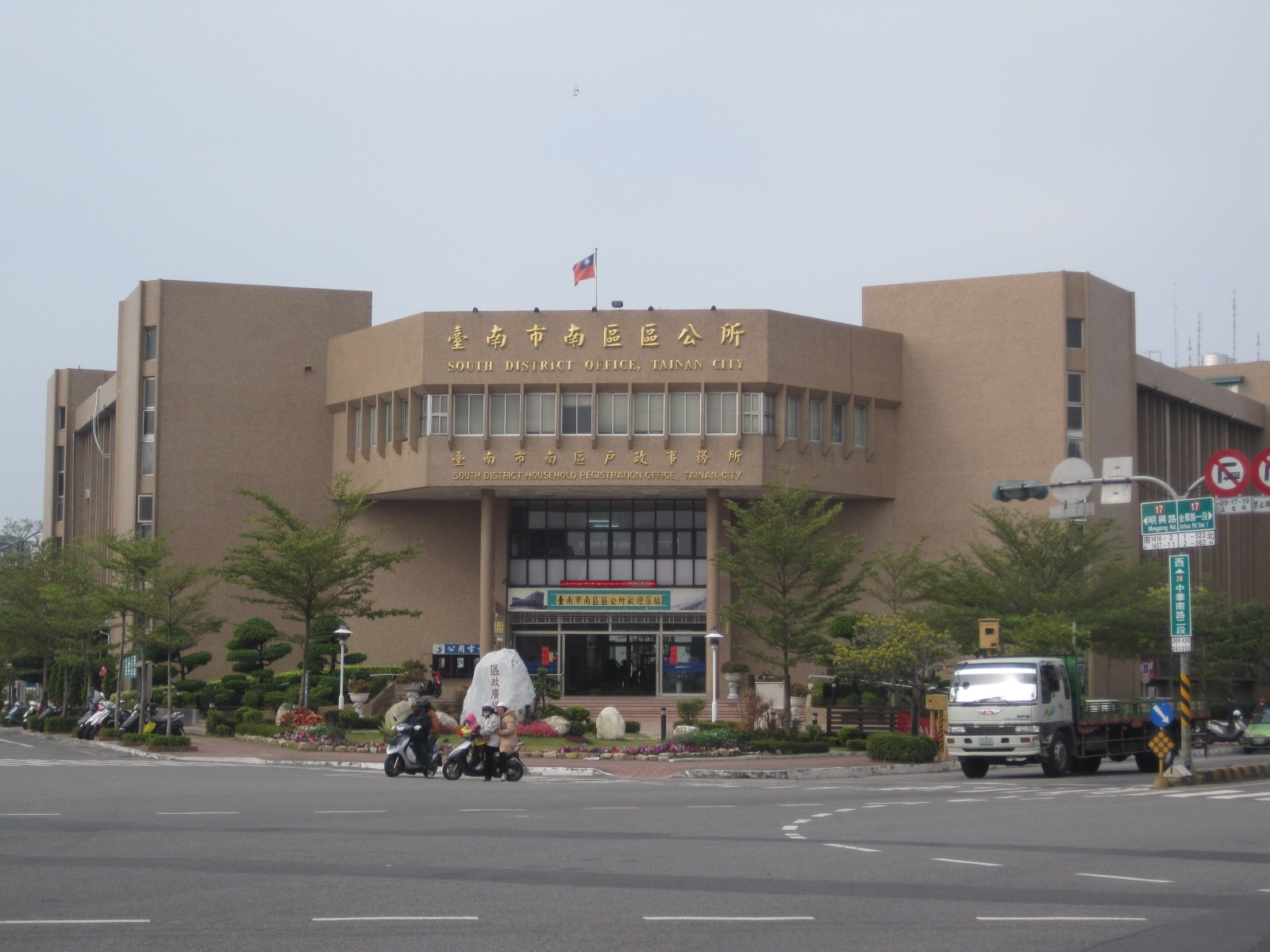
南區區公所

南區區公所是臺南市政府在南區的派出機關，在中華民國政府架構中為市政府綜理區政的執行機關，上級業務監督機關為臺南市政府。区长由市長任命，其任期為無任期保障。在區長及主任秘書之下，設有5課3室等8個內部單位。

### 行政區劃
1946年2月1日，青濱區、真濱區併入南區。
1982年4月29日，原東區大林里、大忠里、大恩里、新生里等西門路以東之里區併入南區。
2018年1月29日因里鄰調整，將荔宅里併入大成里，4月30日將白雪里、日新里合併成「鹽埕里」。經此調整後，南區下設37里。
|                                                                                  | 下林地區：文南里、文華里、新昌里、廣州里 |
| 田寮仔地區：新興里、再興里、田寮里、大成里                                       |                                          |
| 新興國宅地區：開南里、南都里、南華里、彰南里                                     |                                          |
| 水交社地區：明德里                                                               |                                          |
| 大林地區：大忠里、大林里、大恩里、新生里                                         |                                          |
| 鹽埕地區：金華里、國宅里、鹽埕里、府南里、明亮里、明興里、建南里、郡南里、光明里 |                                          |
| 其他地區：竹溪里                                                                 |                                          |
| 四鯤鯓地區：鯤鯓里                                                               |                                          |
| 喜樹地區：喜北里、喜東里、喜南里                                                 |                                          |
| 灣裡地區：永寧里、同安里、佛壇里、松安里、省躬里、興農里                         |                                          |

## 教育

### 高級中等學校

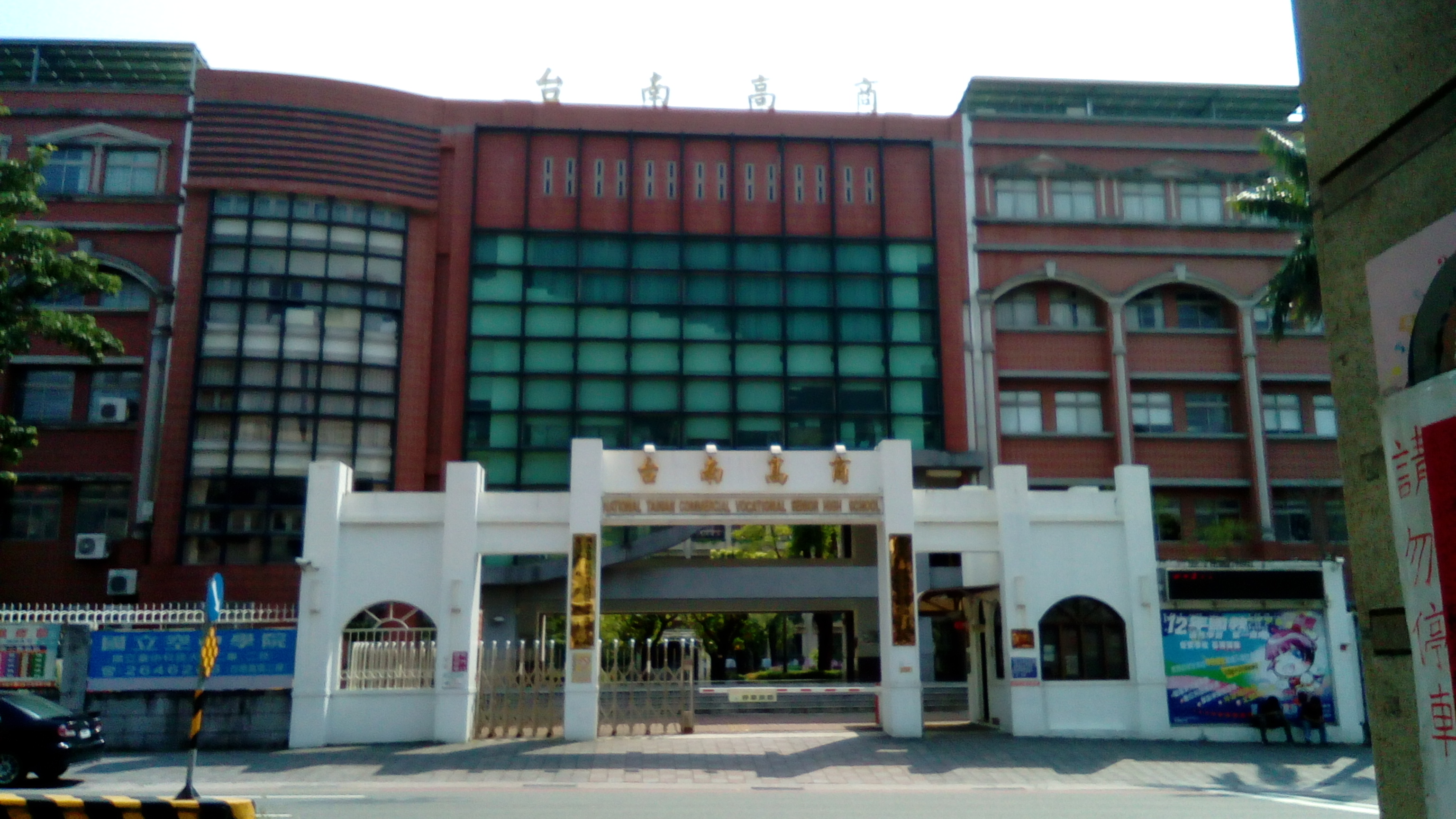
國立台南高商校門口

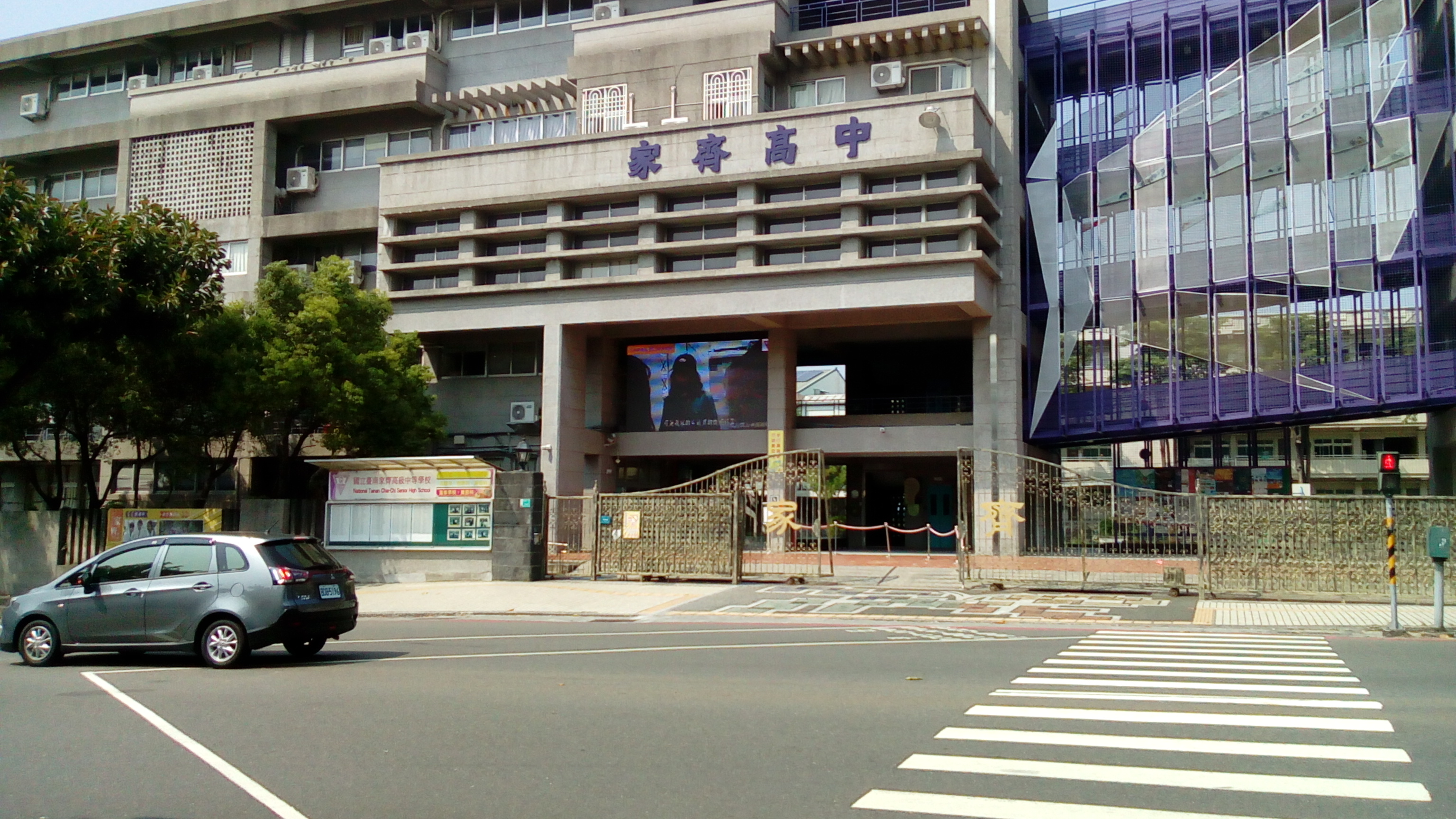
國立家齊高中校門口

| 位置示意圖 | 圖標顏色                                                                    | 校名                     |
| ---------- | --------------------------------------------------------------------------- | ------------------------ |
|            |                                                                             | 國立臺南高級商業職業學校 |
|            | 臺南市立南寧高級中學                                                        |                          |
|            | 臺南市私立六信高級中學                                                      |                          |
|            | 臺南市私立亞洲高級餐旅職業學校                                              |                          |
|            | 臺南市私立建業高級中學 (於2002年8月因董事會糾紛 及財務違失遭教育部解散停辦) |                          |

### 國民中學
| 位置示意圖 | 圖標顏色                   | 校名                 |
| ---------- | -------------------------- | -------------------- |
|            |                            | 臺南市立大成國民中學 |
|            | 臺南市立南寧高級中學國中部 |                      |
|            | 臺南市立新興國民中學       |                      |

### 國民小學
| 位置示意圖 | 圖標顏色                                     | 校名                                         |
| ---------- | -------------------------------------------- | -------------------------------------------- |
|            |                                              | 臺南市南區新興國民小學（页面存档备份，存于） |
|            | 臺南市南區省躬國民小學（页面存档备份，存于） |                                              |
|            | 臺南市南區永華國民小學                       |                                              |
|            | 臺南市南區喜樹國民小學                       |                                              |
|            | 臺南市南區龍崗國民小學（页面存档备份，存于） |                                              |
|            | 臺南市南區志開實驗小學                       |                                              |
|            | 臺南市南區日新國民小學                       |                                              |

## 交通

### 航海
- 安平商港位於南區境內，以砂石貨運為大宗，為高雄港的輔助港，亦有客運航線至澎湖馬公。

### 航空
- 臺南機場

### 公路
- 台1線
- 台17線
- 台17甲線
- 台61線（規畫中）
  - 喜樹交流道（接台86線）
- 台86線
  - 喜樹交流道（台61線，規畫中）
  - 台南端
  - 灣裡交流道

### 鐵路
南區無鐵路通過，惟距離鄰近的保安車站約僅10分鐘路程，未來亦有捷運藍線、綠線行經

### 客運
- 大台南公車[7]

| 編號        | 路線                                           | 營運業者 | 備註 |
| ----------- | ---------------------------------------------- | -------- | --- |
| 0左         | 臺南火車站（北站）－臺南火車站（北站）         | 統聯客運 | - 逆時針循環線（先經公園路）。                                                                                      |
| 0右         | 臺南火車站（南站）－臺南火車站（南站）         | 統聯客運 | - 順時針循環線（先經小東路）。                                                                                      |
| 1           | 台南車站－茄萣（成功橋）                       | 府城客運 | - 部分班次繞駛南寧高中。 - 部分班次延駛崎漏電信局。 - 兩段票收費，分段點：南萣橋南。 - 緩衝區：同安里－白砂崙廟口。 |
| 2           | 崑山科技大學－安平白鷺灣社區                   | 府城客運 | - 部分班次延駛三鯤鯓、四草。 - 部分班次繞駛復華里。                                                                 |
| 5           | 和順轉運站－市立醫院                           | 府城客運 | - 部分班次延駛大甲里。                                                                                              |
| 6           | 仁德轉運站－龍崗國小                           | 統聯客運 | - 部分班次延駛統聯客運永康站。                                                                                      |
| 6區間車     | 臺南火車站－龍崗國小                           | 統聯客運 | |
| 11          | 大成路口－城西里                               | 府城客運 | - 06:33班次由下鯤鯓站發車。 - 兩段票收費，分段點：海東國小。                                                        |
| 15          | 臺南市立圖書館－大成路口                       | 巨業交通 | |
| 15區間車    | 奇美醫院－大成路口                             | 巨業交通 | |
| 18          | 西門健康立體停車場－和順轉運站                 | 府城客運 | - 部分班次延駛國民路。 - 部分班次繞駛北安路。                                                                       |
| 32          | 原住民文化會館－高鐵台南站                     | 巨業交通 | |
| 70左        | 永華市政中心（府前路）－永華市政中心（府前路） | 興南客運 | - 逆時針循環線（先經健康路）。                                                                                      |
| 70右        | 永華市政中心（府前路）－永華市政中心（府前路） | 興南客運 | - 順時針循環線（先經中華北路）。                                                                                    |
| H31         | 永華市政中心（府前路）－高鐵台南站             | 漢程客運 | |
| 綠17        | 安平工業區－大灣－新化                         | 興南客運 | - 每週二、五部分班次繞駛安平港旅服中心。                                                                            |
| 藍幹線      | 安平工業區－西港－佳里                         | 興南客運 | |
| 藍23        | 安平工業區－海尾－九塊厝                       | 興南客運 | |
| 藍24        | 安平工業區－土城子－青草里                     | 興南客運 | |
| 藍24 區間車 | 安平工業區－土城子－聖母廟（安中路）           | 興南客運 | |
| 紅幹線      | 安平工業區－仁德－歸仁－關廟轉運站             | 興南客運 | - 部分班次延駛龍崎。 - 部分班次繞駛新豐高中、歸仁國中。                                                             |
| 紅3         | 臺南轉運站－台南航空站－關廟轉運站             | 興南客運 | - 部分班次繞駛文賢德成路口、長榮大學。                                                                              |

- 高雄市公車、公路客運

| 編號  | 路線                          | 營運單位 | 備註                                   |
| ----- | ----------------------------- | -------- | -------------------------------------- |
| 239   | 茄萣站－台南火車站            | 高雄客運 |                                        |
| 8042  | 實踐大學－高鐵台南站          | 高雄客運 | - 例假日延駛至奇美博物館、台南航空站。 |
| 8046A | 臺南火車站（北站）→高鐵左營站 | 高雄客運 | - 經文藻外語大學。                     |
| 8046B | 高鐵左營站－台南火車站        | 高雄客運 | - 部分班次繞駛樹人醫專。               |

### 公共自行車
臺南市YouBike 2.0於2023年2月23日正式營運，截至2025年5月9日於南區內設置38處站點。

## 產業
南區的中華西路與安平港間約200公頃設有安平產業園區，該地原為國有地，出租供作魚塭及鹽田使用，後經行政院、行政院國際經濟合作發展委員會及經濟部工業局推動設立工業區，並委由國有財產局、臺南市政府及中華工程公司共同開發。自1971年10月起，以3年9月完成此一綜合性工業區之設置，總投資經費約新臺幣12億元。

## 觀光旅遊

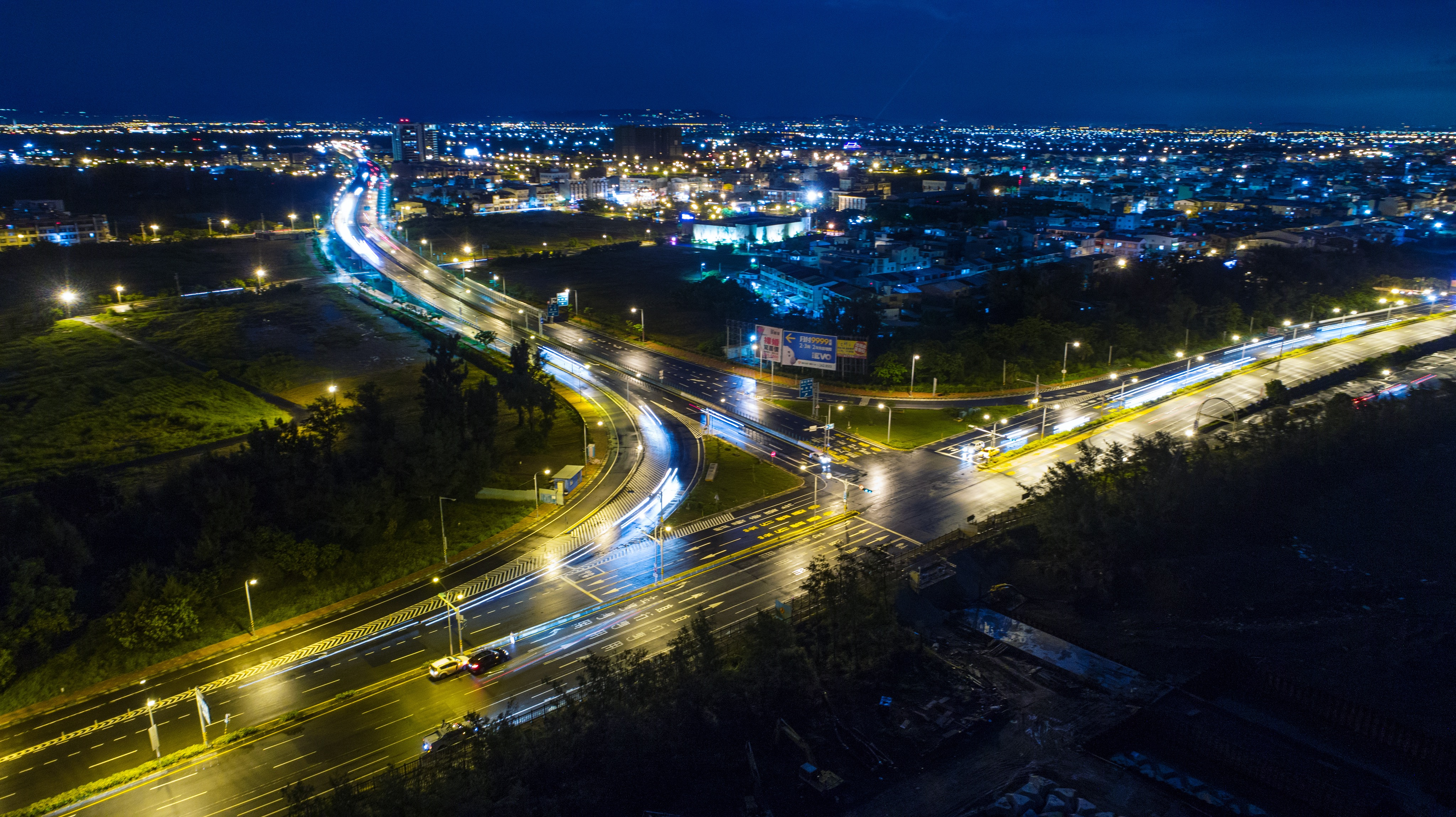
夜間的台17線與台86線起點-1

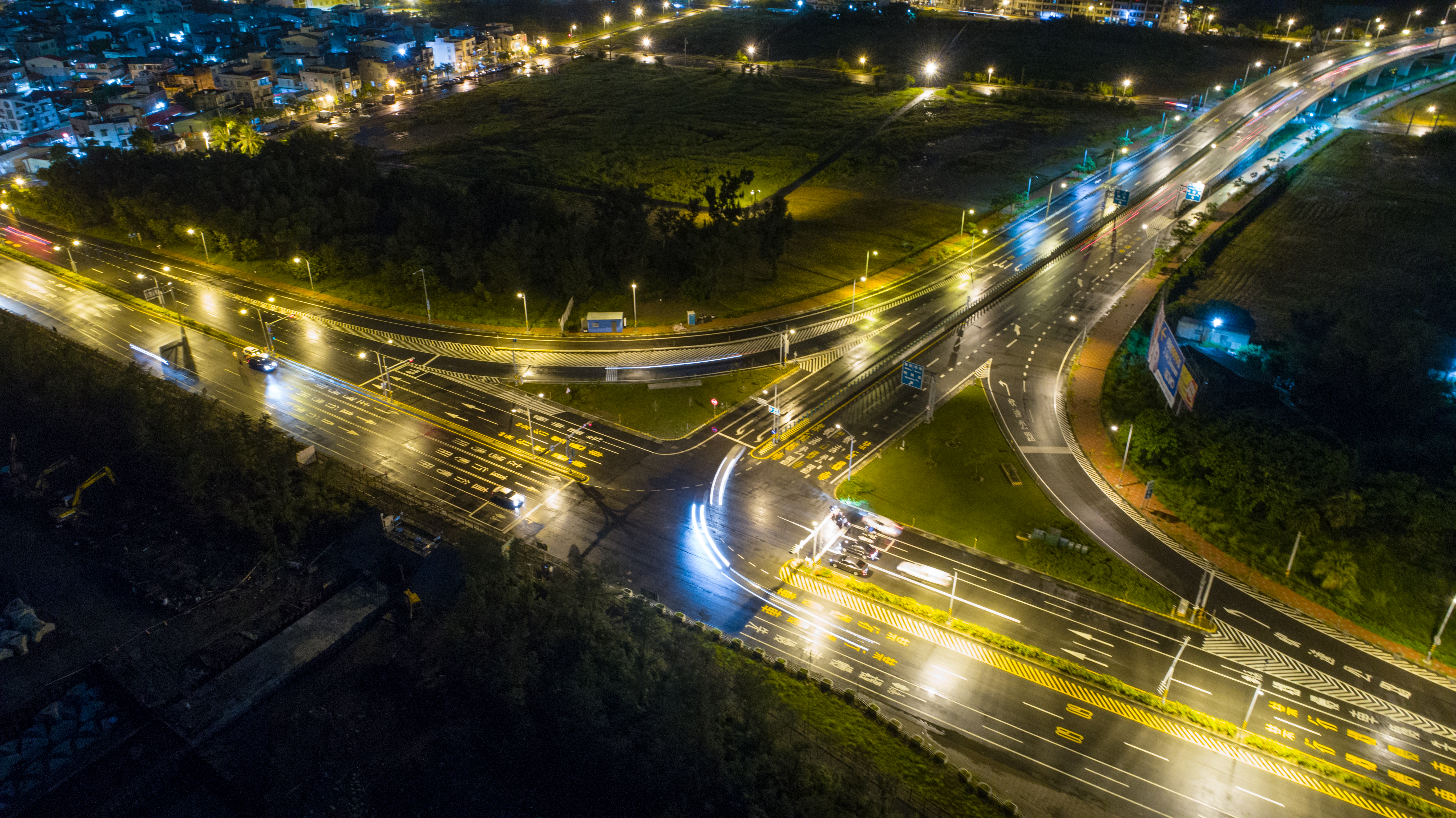
夜間的台17線與台86線起點-2

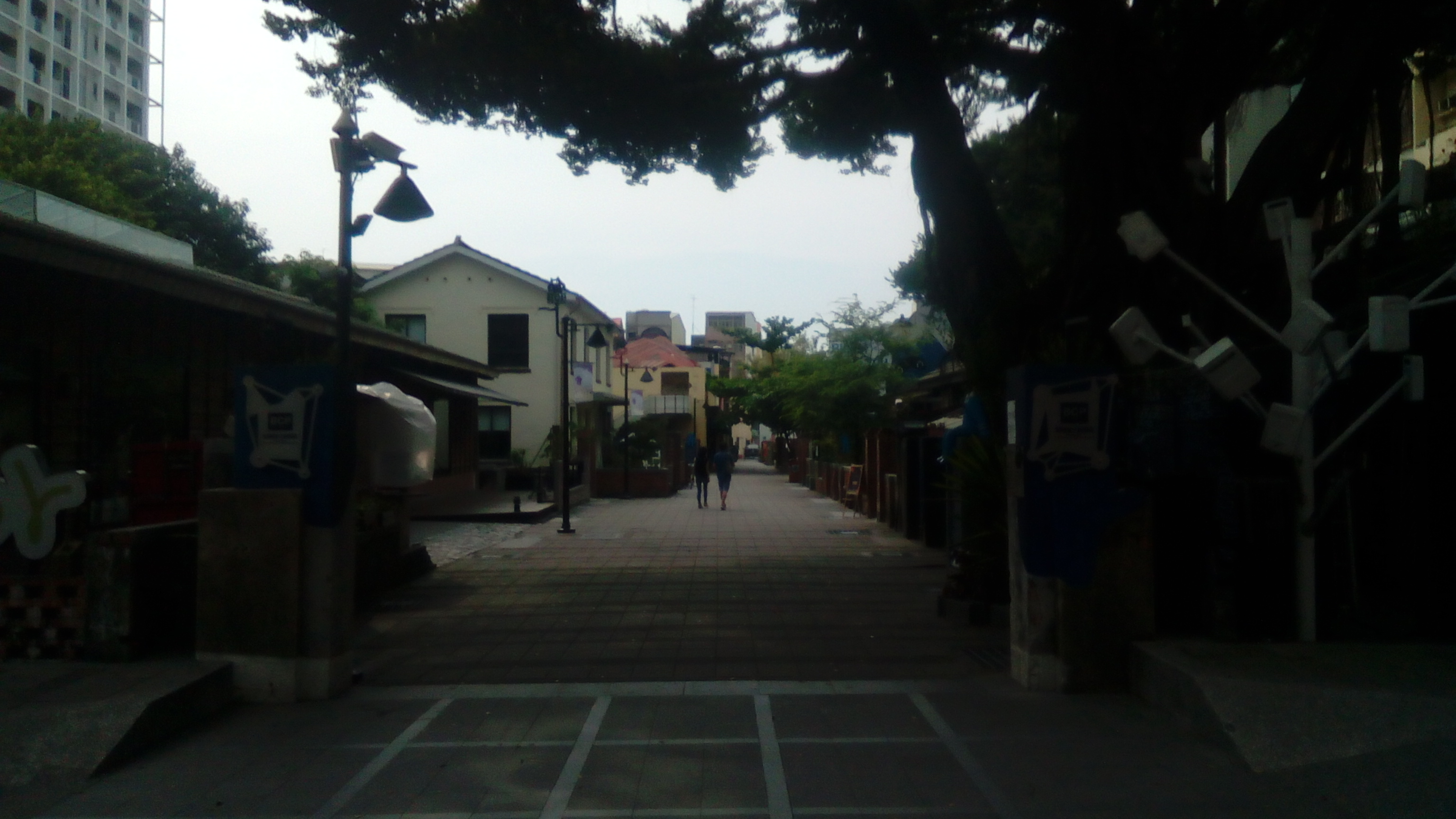
藍晒圖文創園區

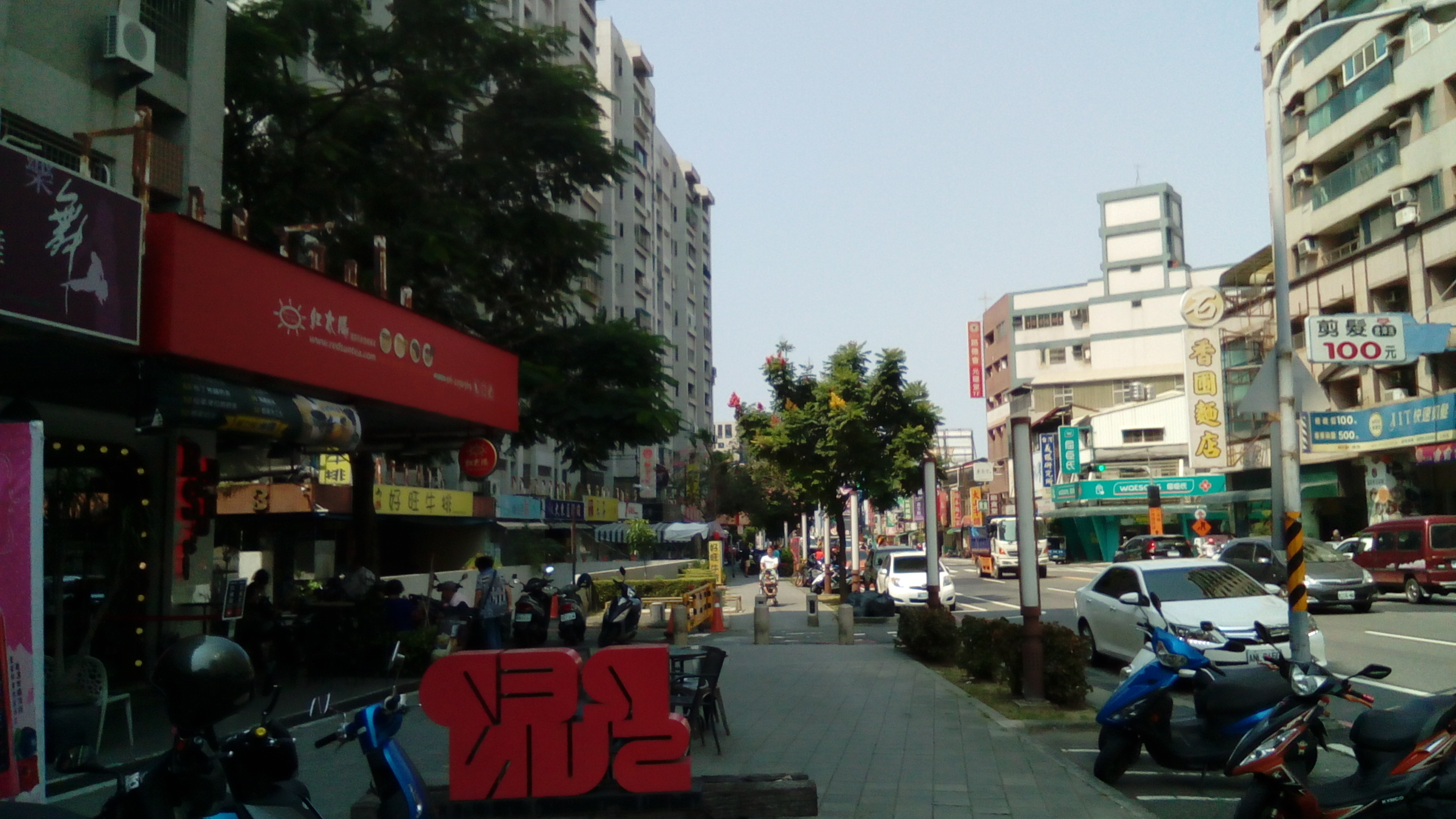
台南南區大林商圈

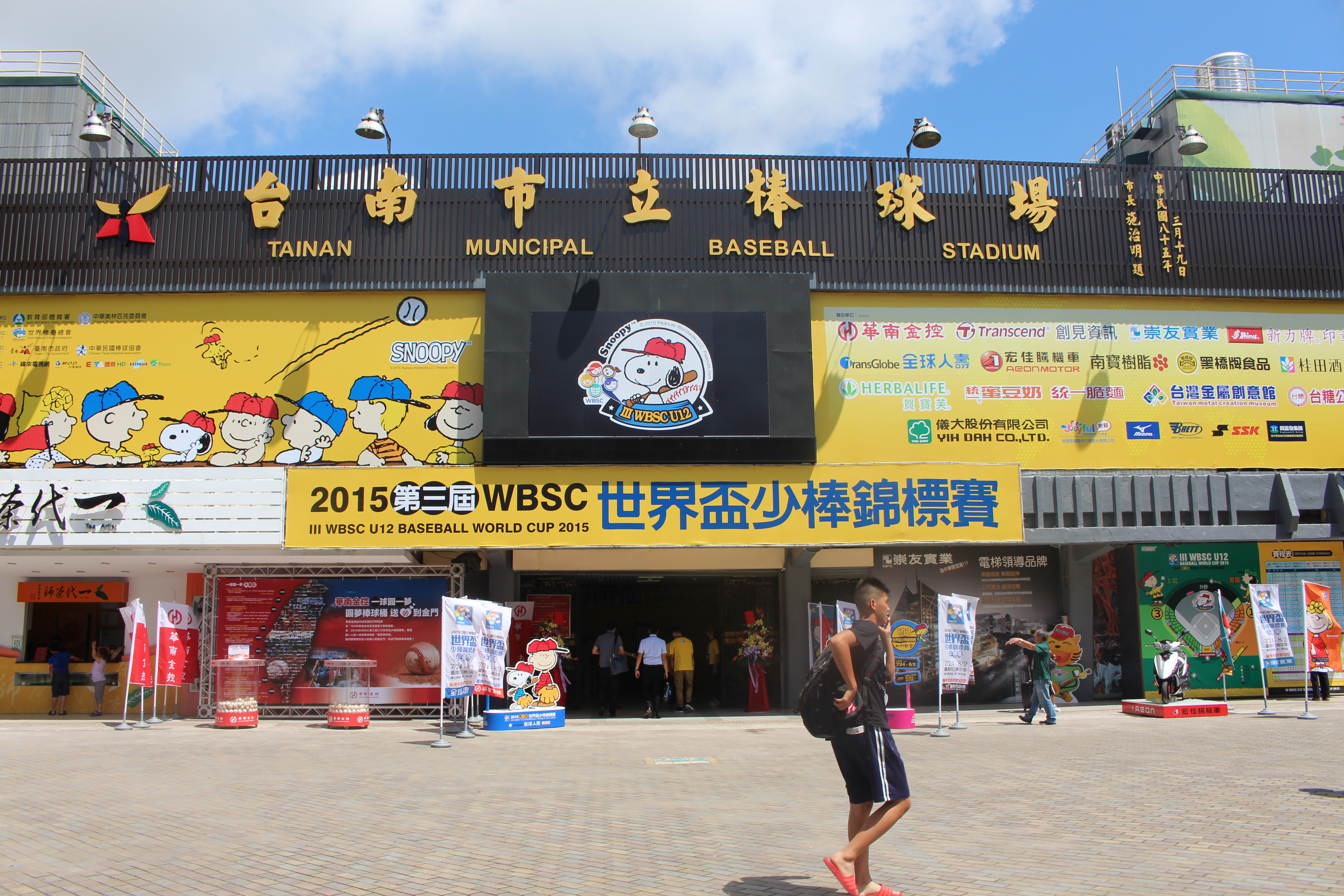
臺南市立棒球場

### 景點
- 藍晒圖文創園區
- 水交社文化園區
- 哈赫拿爾森林
- 黃金海岸
- 客家文化會館
- 警察新村彩繪村
- 鹽埕圖書館
- 鹽埕出張所
- 黑橋牌香腸博物館
- 新百祿燕窩觀光工廠
- 台灣美研院美妝博物館
- 四鯤鯓鯤鯓湖
- 喜樹老街
- 親水公園
- 水萍塭公園
- 健康綠洲公園

### 運動場館
- 臺南市立體育公園
  - 臺南市立體育場
  - 臺南市立棒球場
  - 臺南市立足球場
  - 臺南市立橄欖球場
  - 臺南市立羽球館

### 商圈市集

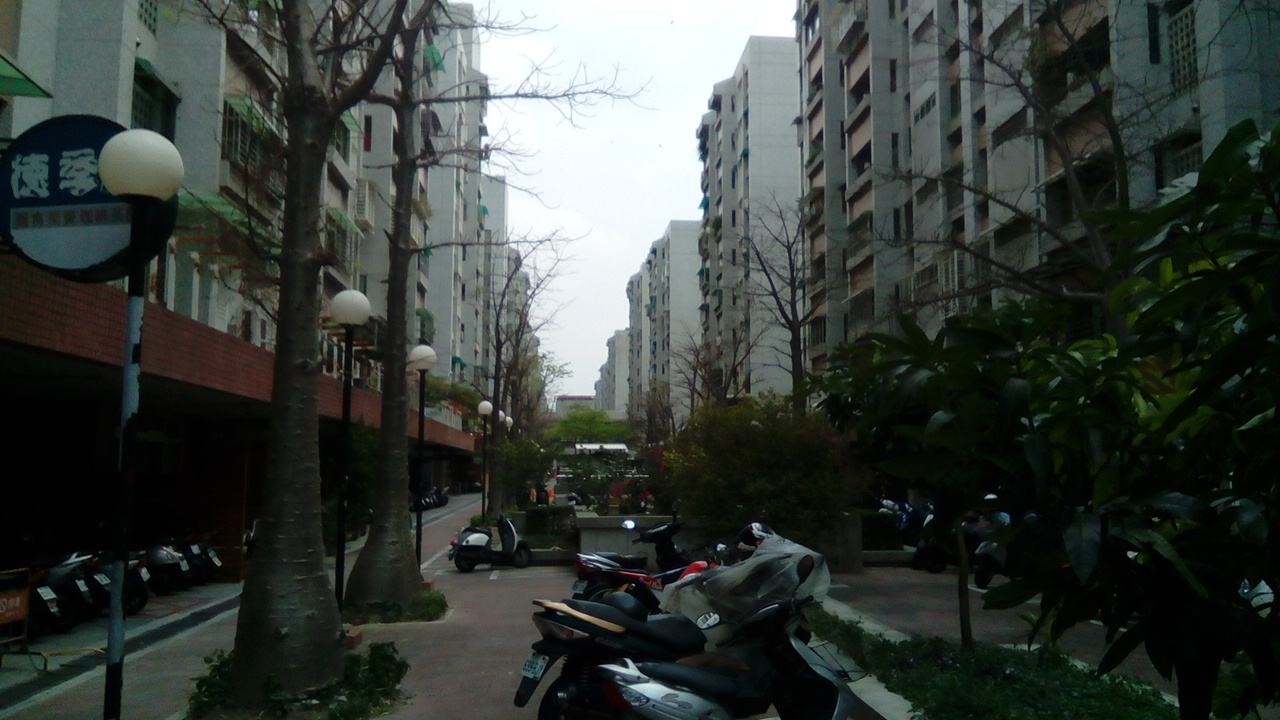
台南市南區大林國宅

- 大林國宅商圈
- 碳佐麻里精品燒肉台南新興店
- 誠品生活台南店

### 寺廟
- 臺南竹溪寺
- 下林建安宮
- 下林玉聖宮
- 三官大帝廟
- 鹽埕北極殿
- 鹽埕天后宮
- 四鯤鯓龍山寺
- 喜樹萬皇宮
- 灣裡萬年殿

## 外部連結
- 臺南市南區區公所 （页面存档备份，存于）
- 黃金南區好行-南區區公所 （页面存档备份，存于）
- 臺南市南區戶政事務所 （页面存档备份，存于）
- 臺南市四鯤鯓龍山寺 （页面存档备份，存于）
- 安平工業區